# Leioa (stacja metra)
Leioa – stacja metra w Bilbao, na linii 1. Obsługiwana przez Bizkaiko Garraio Partzuergoa. Znajduje się w gminie Leioa.